# Maurizio di Catania
Maurizio (1080 – 1147) è stato un vescovo cattolico italiano.
Si sa ben poco su di lui: era in carica all'epoca del ritorno delle spoglie di sant'Agata da Costantinopoli nel 1126. Era un religioso appartenente all'ordine di San Benedetto, che deve la sua fama al fatto di essere vescovo di Catania nel corso di quell'avvenimento.
Avvertito dell'arrivo imminente delle reliquie di sant'Agata, andò incontro ai soldati Giliberto e Goselino, che sottrassero le spoglie a Costantinopoli e le riportarono a Catania. L'incontro avvenne ad Aci, l'odierna Acicastello e destò la gioia della popolazione che uscì nella notte per acclamare il ritorno della santa catanese.
Il vescovo stesso scrisse un documento conosciuto come l'Epistola di Maurizio, nella quale descrive minuziosamente tutta la storia ad iniziare dal trafugamento avvenuto nel 1040 ad opera del generale bizantino Giorgio Maniace fino al ritorno nel 1126 ad opera dei soldati Giliberto e Goselino.